# Llista de platges de la Costa dels Tarongers
Llista de platges de la Costa dels Tarongers, corresponent a la marca turística Costa dels Tarongers de la província de Castelló, incloses en el catàleg i guia del Ministeri d'Agricultura, Alimentació i Medi Ambient.
Les platges estan ordenades seguint el litoral de nord a sud, des de Vinaròs (Baix Maestrat) fins a Almenara (Plana Baixa). S'indica amb una icona les platges amb el distintiu de Bandera Blava en la temporada del 2014.
| Nom                                                          | Sòl i entorn                                     | Longitud x amplada (m) | Localització                                                                         | Codi      | Imatge |
| ------------------------------------------------------------ | ------------------------------------------------ | ---------------------- | ------------------------------------------------------------------------------------ | --------- | --- |
| Platja dels Carabiners o platja Riu Sénia                    | Roca, grava, sorra; aïllat, paratge protegit     | 100 x 10               | Vinaròs (Baix Maestrat) 40° 31′ 20″ N, 0° 30′ 51″ E / 40.522193°N,0.514190°E         | PL-1486   | {{ca\|Platja dels Carabiners (Vinaròs)}} · {{WLE-AD-ES\|PL-1486}} · {{Object location dec\|40.522193\|0.514190\|region:ES-VC_type:landmark_dim:100_source:cawiki}} · [[Categoria:Beaches of the province of Castellón]]             |
| Cala Sól de Riu                                              | Roca, grava, sorra; aïllat                       | 80 x 10                | Vinaròs (Baix Maestrat) 40° 31′ 04″ N, 0° 30′ 46″ E / 40.517819°N,0.512644°E         | PL-1485   | {{ca\|Cala Sól de Riu (Vinaròs)}} · {{WLE-AD-ES\|PL-1485}} · {{Object location dec\|40.517819\|0.512644\|region:ES-VC_type:landmark_dim:100_source:cawiki}} · [[Categoria:Beaches of the province of Castellón]]                    |
| Platja de les Deveses                                        | Grava, sorra; urbà                               | 220 x 20               | Vinaròs (Baix Maestrat) 40° 30′ 46″ N, 0° 30′ 32″ E / 40.51288°N,0.50880°E           | PL-1484   | {{ca\|Platja de les Deveses (Vinaròs)}} · {{WLE-AD-ES\|PL-1484}} · {{Object location dec\|40.51288\|0.50880\|region:ES-VC_type:landmark_dim:220_source:cawiki}} · [[Categoria:Beaches of the province of Castellón]]                |
| Platja de les Timbes                                         | Grava, sorra; urbà                               | 50 x 20                | Vinaròs (Baix Maestrat) 40° 30′ 48″ N, 0° 30′ 34″ E / 40.51345°N,0.509354°E          | PL-101222 | {{ca\|Platja de les Timbes (Vinaròs)}} · {{WLE-AD-ES\|PL-101222}} · {{Object location dec\|40.51345\|0.509354\|region:ES-VC_type:landmark_dim:250_source:cawiki}} · [[Categoria:Beaches of the province of Castellón]]              |
| Platja de la Roca Plana                                      | Grava, sorra; urbà                               | 100 x 15               | Vinaròs (Baix Maestrat) 40° 30′ 34″ N, 0° 30′ 23″ E / 40.50936°N,0.50639°E           | PL-101220 | {{ca\|Platja de la Roca Plana (Vinaròs)}} · {{WLE-AD-ES\|PL-101220}} · {{Object location dec\|40.50936\|0.50639\|region:ES-VC_type:landmark_dim:100_source:cawiki}} · [[Categoria:Beaches of the province of Castellón]]            |
| Platja de les Llanetes                                       | Grava, sorra; urbà                               | 150 x 10               | Vinaròs (Baix Maestrat) 40° 30′ 30″ N, 0° 30′ 20″ E / 40.50829°N,0.50558°E           | PL-101221 | {{ca\|Platja de les Llanetes (Vinaròs)}} · {{WLE-AD-ES\|PL-101221}} · {{Object location dec\|40.50829\|0.50558\|region:ES-VC_type:landmark_dim:150_source:cawiki}} · [[Categoria:Beaches of the province of Castellón]]             |
| Platja de la Foradada                                        | Grava, sorra; urbà                               | 100 x 15               | Vinaròs (Baix Maestrat) 40° 30′ 19″ N, 0° 30′ 19″ E / 40.50535°N,0.50533°E           | PL-101219 | {{ca\|Platja de la Foradada (Vinaròs)}} · {{WLE-AD-ES\|PL-101219}} · {{Object location dec\|40.50535\|0.50533\|region:ES-VC_type:landmark_dim:100_source:cawiki}} · [[Categoria:Beaches of the province of Castellón]]              |
| Platja de les Cales                                          | Grava, sorra; urbà                               | 80 x 10                | Vinaròs (Baix Maestrat) 40° 30′ 16″ N, 0° 30′ 15″ E / 40.50441°N,0.50413°E           | PL-101218 | {{ca\|Platja de les Cales (Vinaròs)}} · {{WLE-AD-ES\|PL-101218}} · {{Object location dec\|40.50441\|0.50413\|region:ES-VC_type:landmark_dim:200_source:cawiki}} · [[Categoria:Beaches of the province of Castellón]]                |
| Cala del Pastor                                              | Grava, sorra; urbà                               | 70 x 20                | Vinaròs (Baix Maestrat) 40° 30′ 07″ N, 0° 30′ 08″ E / 40.50201°N,0.50222°E           | PL-101217 | {{ca\|Cala del Pastor (Vinaròs)}} · {{WLE-AD-ES\|PL-101217}} · {{Object location dec\|40.50201\|0.50222\|region:ES-VC_type:landmark_dim:100_source:cawiki}} · [[Categoria:Beaches of the province of Castellón]]                    |
| Platja del Triador                                           | Grava, sorra; urbà                               | 210 x 20               | Vinaròs (Baix Maestrat) 40° 29′ 54″ N, 0° 29′ 56″ E / 40.49830°N,0.49889°E           | PL-1483   | {{ca\|Platja del Triador (Vinaròs)}} · {{WLE-AD-ES\|PL-1483}} · {{Object location dec\|40.49830\|0.49889\|region:ES-VC_type:landmark_dim:210_source:cawiki}} · [[Categoria:Beaches of the province of Castellón]]                   |
| Platja dels Amaradors i Cala del Pinar o del Faralló         | Grava, sorra; urbà                               | 90 x 20                | Vinaròs (Baix Maestrat) 40° 29′ 41″ N, 0° 29′ 48″ E / 40.49467°N,0.49669°E           | PL-101216 | {{ca\|Platja dels Amaradors (Vinaròs)}} · {{WLE-AD-ES\|PL-101216}} · {{Object location dec\|40.49467\|0.49669\|region:ES-VC_type:landmark_dim:100_source:cawiki}} · [[Categoria:Beaches of the province of Castellón]]              |
| Platja de la Barbiguera                                      | Grava, sorra; urbà                               | 175 x 20               | Vinaròs (Baix Maestrat) 40° 29′ 30″ N, 0° 29′ 41″ E / 40.49170°N,0.49463°E           | PL-1482   | {{ca\|Platja de la Barbiguera (Vinaròs)}} · {{WLE-AD-ES\|PL-1482}} · {{Object location dec\|40.49170\|0.49463\|region:ES-VC_type:landmark_dim:180_source:cawiki}} · [[Categoria:Beaches of the province of Castellón]]              |
| Cala del Saldonar                                            | Grava, sorra; urbà                               | 50 x 15                | Vinaròs (Baix Maestrat) 40° 29′ 20″ N, 0° 29′ 29″ E / 40.48889°N,0.49126°E           | PL-101215 | {{ca\|Cala del Saldonar (Vinaròs)}} · {{WLE-AD-ES\|PL-101215}} · {{Object location dec\|40.48889\|0.49126\|region:ES-VC_type:landmark_dim:50_source:cawiki}} · [[Categoria:Beaches of the province of Castellón]]                   |
| Platja del Saldonar                                          | Cudols, sorra; urbà                              | 200 x 20               | Vinaròs (Baix Maestrat) 40° 29′ 06″ N, 0° 29′ 18″ E / 40.48512°N,0.48844°E           | PL-1481   | {{ca\|Platja del Saldonar (Vinaròs)}} · {{WLE-AD-ES\|PL-1481}} · {{Object location dec\|40.48512\|0.48844\|region:ES-VC_type:landmark_dim:200_source:cawiki}} · [[Categoria:Beaches of the province of Castellón]]                  |
| Platja dels Cossis                                           | Grava, sorra; urbà                               | 100 x 25               | Vinaròs (Baix Maestrat) 40° 28′ 48″ N, 0° 29′ 07″ E / 40.47997°N,0.48524°E           | PL-1480   | {{ca\|Platja dels Cossis (Vinaròs)}} · {{WLE-AD-ES\|PL-1480}} · {{Object location dec\|40.47997\|0.48524\|region:ES-VC_type:landmark_dim:100_source:cawiki}} · [[Categoria:Beaches of the province of Castellón]]                   |
| Platja del Riu                                               | Cudols, grava; urbà                              | 180 x 20               | Vinaròs (Baix Maestrat) 40° 28′ 34″ N, 0° 29′ 03″ E / 40.47600°N,0.48426°E           | PL-1479   | {{ca\|Platja del Riu (Vinaròs)}} · {{WLE-AD-ES\|PL-1479}} · {{Object location dec\|40.47600\|0.48426\|region:ES-VC_type:landmark_dim:180_source:cawiki}} · [[Categoria:Beaches of the province of Castellón]]                       |
| Platja de Fora del Forat                                     | Sorra; urbà                                      | 300 x 30               | Vinaròs (Baix Maestrat) 40° 28′ 25″ N, 0° 28′ 54″ E / 40.47360°N,0.48174°E           | PL-1478   | {{ca\|Platja de Fora del Forat (Vinaròs)}} · {{WLE-AD-ES\|PL-1478}} · {{Object location dec\|40.47360\|0.48174\|region:ES-VC_type:landmark_dim:500_source:cawiki}} · [[Categoria:Beaches of the province of Castellón]]             |
| Platja del Fortí                                             | Sorra; urbà                                      | 500 x 20               | Vinaròs (Baix Maestrat) 40° 28′ 08″ N, 0° 28′ 40″ E / 40.46877°N,0.47775°E           | PL-1477   | {{ca\|Platja del Fortí (Vinaròs)}} · {{WLE-AD-ES\|PL-1477}} · {{Object location dec\|40.46877\|0.47775\|region:ES-VC_type:landmark_dim:700_source:cawiki}} · [[Categoria:Platja del Fortí]]                                         |
| Platja del Clot                                              | Sorra; urbà                                      | 100 x 35               | Vinaròs (Baix Maestrat) 40° 27′ 48″ N, 0° 28′ 13″ E / 40.46341°N,0.47040°E           | PL-1476   | {{ca\|Platja del Clot (Vinaròs)}} · {{WLE-AD-ES\|PL-1476}} · {{Object location dec\|40.46341\|0.47040\|region:ES-VC_type:landmark_dim:100_source:cawiki}} · [[Categoria:Beaches of the province of Castellón]]                      |
| Platja dels Pinets                                           | Grava, sorra; urbà                               | 80 x 10                | Vinaròs (Baix Maestrat) 40° 27′ 41″ N, 0° 28′ 06″ E / 40.46132°N,0.46830°E           | PL-101214 | {{ca\|Platja dels Pinets (Vinaròs)}} · {{WLE-AD-ES\|PL-101214}} · {{Object location dec\|40.46132\|0.46830\|region:ES-VC_type:landmark_dim:80_source:cawiki}} · [[Categoria:Beaches of the province of Castellón]]                  |
| Platja del Fondo de Bola                                     | Grava, sorra; urbà                               | 60 x 20                | Vinaròs (Baix Maestrat) 40° 27′ 37″ N, 0° 27′ 59″ E / 40.46040°N,0.46652°E           | PL-101213 | {{ca\|Platja del Fondo de Bola (Vinaròs)}} · {{WLE-AD-ES\|PL-101213}} · {{Object location dec\|40.46040\|0.46652\|region:ES-VC_type:landmark_dim:370_source:cawiki}} · [[Categoria:Beaches of the province of Castellón]]           |
| Platja de les Roques                                         | Grava, sorra; urbà                               | 50 x 10                | Vinaròs (Baix Maestrat) 40° 27′ 31″ N, 0° 27′ 53″ E / 40.45871°N,0.46484°E           | PL-101212 | {{ca\|Platja de les Roques (Vinaròs)}} · {{WLE-AD-ES\|PL-101212}} · {{Object location dec\|40.45871\|0.46484\|region:ES-VC_type:landmark_dim:100_source:cawiki}} · [[Categoria:Beaches of the province of Castellón]]               |
| Platja de les Salines                                        | Grava, sorra; urbà                               | 250 x 10               | Vinaròs (Baix Maestrat) 40° 27′ 14″ N, 0° 27′ 41″ E / 40.45402°N,0.46136°E           | PL-1475   | {{ca\|Platja de les Salines (Vinaròs)}} · {{WLE-AD-ES\|PL-1475}} · {{Object location dec\|40.45402\|0.46136\|region:ES-VC_type:landmark_dim:250_source:cawiki}} · [[Categoria:Beaches of the province of Castellón]]                |
| Cala del Puntal                                              | Grava, sorra; urbà                               | 200 x 10               | Vinaròs (Baix Maestrat) 40° 26′ 56″ N, 0° 27′ 28″ E / 40.44888°N,0.45780°E           | PL-1474   | {{ca\|Cala del Puntal (Vinaròs)}} · {{WLE-AD-ES\|PL-1474}} · {{Object location dec\|40.44888\|0.45780\|region:ES-VC_type:landmark_dim:200_source:cawiki}} · [[Categoria:Beaches of the province of Castellón]]                      |
| Cala del Puntal II                                           | Grava, sorra; urbà                               | 100 x 15               | Vinaròs (Baix Maestrat) 40° 26′ 46″ N, 0° 27′ 22″ E / 40.44609°N,0.45616°E           | PL-101211 | {{ca\|Cala del Puntal II (Vinaròs)}} · {{WLE-AD-ES\|PL-101211}} · {{Object location dec\|40.44609\|0.45616\|region:ES-VC_type:landmark_dim:150_source:cawiki}} · [[Categoria:Beaches of the province of Castellón]]                 |
| Platja d'Aiguadoliva                                         | Grava, sorra; semiurbà                           | 300 x 15               | Vinaròs (Baix Maestrat) 40° 26′ 35″ N, 0° 27′ 14″ E / 40.44312°N,0.45377°E           | PL-1473   | {{ca\|Platja d'Aiguadoliva (Vinaròs)}} · {{WLE-AD-ES\|PL-1473}} · {{Object location dec\|40.44312\|0.45377\|region:ES-VC_type:landmark_dim:300_source:cawiki}} · [[Categoria:Beaches of the province of Castellón]]                 |
| Platja de Fondalet, platgeta del Martell i platja de Surrac  | Cudols, grava; semiurbà                          | 1.500 x 10             | Benicarló (Baix Maestrat) 40° 26′ 14″ N, 0° 26′ 48″ E / 40.43721°N,0.44653°E         | PL-101202 | {{ca\|Platja de Fondalet (Benicarló)}} · {{WLE-AD-ES\|PL-101202}} · {{Object location dec\|40.43721\|0.44653\|region:ES-VC_type:landmark_dim:1500_source:cawiki}} · [[Categoria:Beaches of the province of Castellón]]              |
| Platja de la Mar Xica                                        | Grava; urbà                                      | 1.000 x 20             | Benicarló (Baix Maestrat) 40° 25′ 20″ N, 0° 26′ 17″ E / 40.42229°N,0.43810°E         | PL-1424   | {{ca\|Platja de la Mar Xica (Benicarló)}} · {{WLE-AD-ES\|PL-1424}} · {{Object location dec\|40.42229\|0.43810\|region:ES-VC_type:landmark_dim:1200_source:cawiki}} · [[Categoria:Beaches of the province of Castellón]]             |
| Platja del Morrongo                                          | Sorra; urbà                                      | 240 x 25               | Benicarló (Baix Maestrat) 40° 24′ 44″ N, 0° 25′ 53″ E / 40.41222°N,0.43134°E         | PL-1423   | {{ca\|Platja del Morrongo (Benicarló)}} · {{WLE-AD-ES\|PL-1423}} · {{Object location dec\|40.41222\|0.43134\|region:ES-VC_type:landmark_dim:300_source:cawiki}} · [[Categoria:Beaches of the province of Castellón]]                |
| Platja del Gurugú                                            | Grava; urbà                                      | 900 x 15               | Benicarló (Baix Maestrat) 40° 24′ 25″ N, 0° 25′ 27″ E / 40.40694°N,0.42427°E         | PL-1422   | {{ca\|Platja del Gurugú (Benicarló)}} · {{WLE-AD-ES\|PL-1422}} · {{Object location dec\|40.40694\|0.42427\|region:ES-VC_type:landmark_dim:1000_source:cawiki}} · [[Categoria:Beaches of the province of Castellón]]                 |
| Platja de la Caracola o platgeta de l'Era                    | Sorra; urbà                                      | 800 x 15               | Benicarló (Baix Maestrat) 40° 24′ 07″ N, 0° 25′ 09″ E / 40.40193°N,0.41912°E         | PL-101201 | {{ca\|Platja de la Caracola (Benicarló)}} · {{WLE-AD-ES\|PL-101201}} · {{Object location dec\|40.40193\|0.41912\|region:ES-VC_type:landmark_dim:600_source:cawiki}} · [[Categoria:Beaches of the province of Castellón]]            |
| Platja Nord                                                  | Sorra; urbà                                      | 5.000 x 70             | Peníscola (Baix Maestrat) 40° 22′ 56″ N, 0° 24′ 34″ E / 40.38217°N,0.40944°E         | PL-1469   | {{ca\|Platja nord (Peníscola)}} · {{WLE-AD-ES\|PL-1469}} · {{Object location dec\|40.38217\|0.40944\|region:ES-VC_type:landmark_dim:5000_source:cawiki}} · [[Categoria:Platja Nord (Peníscola)]]                                    |
| Platja del Sud                                               | Sorra; urbà                                      | 400 x 60               | Peníscola (Baix Maestrat) 40° 21′ 30″ N, 0° 24′ 08″ E / 40.35828°N,0.40212°E         | PL-1468   | {{ca\|Platja sud (Peníscola)}} · {{WLE-AD-ES\|PL-1468}} · {{Object location dec\|40.35828\|0.40212\|region:ES-VC_type:landmark_dim:400_source:cawiki}} · [[Categoria:Platja Sud (Peníscola)]]                                       |
| Platja de les Viudes                                         | Sorra; urbà                                      | 60 x 25                | Peníscola (Baix Maestrat) 40° 21′ 21″ N, 0° 23′ 57″ E / 40.35590°N,0.39912°E         | PL-1467   | {{ca\|Platja de Les Viudes (Peníscola)}} · {{WLE-AD-ES\|PL-1467}} · {{Object location dec\|40.35590\|0.39912\|region:ES-VC_type:landmark_dim:130_source:cawiki}} · [[Categoria:Beaches of the province of Castellón]]               |
| Platja Santa Llúcia                                          | Grava, sorra; urbà                               | 70 x 15                | Peníscola (Baix Maestrat) 40° 20′ 51″ N, 0° 23′ 21″ E / 40.34741°N,0.38916°E         | PL-1463   | {{ca\|Platja Santa Llúcia (Peníscola)}} · {{WLE-AD-ES\|PL-1463}} · {{Object location dec\|40.34741\|0.38916\|region:ES-VC_type:landmark_dim:70_source:cawiki}} · [[Categoria:Beaches of the province of Castellón]]                 |
| Cala del Moro                                                | Grava, sorra; urbà, paratge protegit             | 40 x 10                | Peníscola (Baix Maestrat) 40° 20′ 47″ N, 0° 23′ 21″ E / 40.34634°N,0.38910°E         | PL-1462   | {{ca\|Cala del Moro (Peníscola)}} · {{WLE-AD-ES\|PL-1462}} · {{Object location dec\|40.34634\|0.38910\|region:ES-VC_type:landmark_dim:80_source:cawiki}} · [[Categoria:Beaches of the province of Castellón]]                       |
| Cala Port Blau                                               | Grava; urbà                                      | 30 x 15                | Peníscola (Baix Maestrat) 40° 20′ 40″ N, 0° 23′ 16″ E / 40.34453°N,0.38787°E         | PL-1466   | {{ca\|Cala Port Blau (Peníscola)}} · {{WLE-AD-ES\|PL-1466}} · {{Object location dec\|40.34453\|0.38787\|region:ES-VC_type:landmark_dim:30_source:cawiki}} · [[Categoria:Beaches of the province of Castellón]]                      |
| Cala d'Ordí                                                  | Grava, sorra; semiurbà                           | 25 x 10                | Peníscola (Baix Maestrat) 40° 20′ 28″ N, 0° 23′ 10″ E / 40.34112°N,0.38624°E         | PL-1465   | {{ca\|Cala d'Ordí (Peníscola)}} · {{WLE-AD-ES\|PL-1465}} · {{Object location dec\|40.34112\|0.38624\|region:ES-VC_type:landmark_dim:25_source:cawiki}} · [[Categoria:Beaches of the province of Castellón]]                         |
| Platja de Portonegro                                         | Grava, sorra; semiurbà                           | 54 x 15                | Peníscola (Baix Maestrat) 40° 20′ 12″ N, 0° 22′ 50″ E / 40.33658°N,0.38050°E         | PL-101209 | {{ca\|Platja de Portonegro (Peníscola)}} · {{WLE-AD-ES\|PL-101209}} · {{Object location dec\|40.33658\|0.38050\|region:ES-VC_type:landmark_dim:100_source:cawiki}} · [[Categoria:Beaches of the province of Castellón]]             |
| Cala l'Arjub                                                 | Grava, sorra; semiurbà, paratge protegit         | 50 x 10                | Peníscola (Baix Maestrat) 40° 20′ 02″ N, 0° 22′ 35″ E / 40.33382°N,0.37640°E         | PL-1464   | {{ca\|Cala l'Arjub (Peníscola)}} · {{WLE-AD-ES\|PL-1464}} · {{Object location dec\|40.33382\|0.37640\|region:ES-VC_type:landmark_dim:50_source:cawiki}} · [[Categoria:Beaches of the province of Castellón]]                        |
| Cala del Volante                                             | Cudols; semiurbà, paratge protegit               | 30 x 20                | Peníscola (Baix Maestrat) 40° 19′ 52″ N, 0° 22′ 27″ E / 40.33111°N,0.37409°E         | PL-1461   | {{ca\|Cala del Volante (Peníscola)}} · {{WLE-AD-ES\|PL-1461}} · {{Object location dec\|40.33111\|0.37409\|region:ES-VC_type:landmark_dim:75_source:cawiki}} · [[Categoria:Beaches of the province of Castellón]]                    |
| Platja del Russo                                             | Sorra; semiurbà, paratge protegit                | 80 x 30                | Peníscola (Baix Maestrat) 40° 18′ 32″ N, 0° 21′ 08″ E / 40.30898°N,0.35214°E         | PL-1459   | {{ca\|Platja del Russo (Peníscola)}} · {{WLE-AD-ES\|PL-1459}} · {{Object location dec\|40.30898\|0.35214\|region:ES-VC_type:landmark_dim:100_source:cawiki}} · [[Categoria:Beaches of the province of Castellón]]                   |
| Platja del Pebret                                            | Sorra; semiurbà, paratge protegit                | 40 x 50                | Peníscola (Baix Maestrat) 40° 18′ 28″ N, 0° 21′ 06″ E / 40.30782°N,0.35178°E         | PL-1458   | {{ca\|Platja del Pebret (Peníscola)}} · {{WLE-AD-ES\|PL-1458}} · {{Object location dec\|40.30782\|0.35178\|region:ES-VC_type:landmark_dim:130_source:cawiki}} · [[Categoria:Beaches of the province of Castellón]]                  |
| Cala de les Petxines                                         | Grava, sorra; aïllat, paratge protegit           | 50 x 20                | Peníscola (Baix Maestrat) 40° 17′ 47″ N, 0° 20′ 46″ E / 40.29644°N,0.34615°E         | PL-1457   | {{ca\|Cala de les Petxines (Peníscola)}} · {{WLE-AD-ES\|PL-1457}} · {{Object location dec\|40.29644\|0.34615\|region:ES-VC_type:landmark_dim:100_source:cawiki}} · [[Categoria:Beaches of the province of Castellón]]               |
| Cala de la Basseta                                           | Cudols, grava; aïllat, paratge protegit          | 1.200 x 10             | Peníscola (Baix Maestrat) 40° 17′ 22″ N, 0° 20′ 02″ E / 40.28937°N,0.33377°E         | PL-1455   | {{ca\|Cala de la Basseta (Peníscola)}} · {{WLE-AD-ES\|PL-1455}} · {{Object location dec\|40.28937\|0.33377\|region:ES-VC_type:landmark_dim:1200_source:cawiki}} · [[Categoria:Beaches of the province of Castellón]]                |
| Cala de l'Argilaga o Cala de la Torre Nova                   | Grava, sorra; aïllat, paratge protegit           | 150 x 15               | Peníscola (Baix Maestrat) 40° 16′ 42″ N, 0° 19′ 37″ E / 40.27831°N,0.32683°E         | PL-1453   | {{ca\|Cala de l'Argilaga (Peníscola)}} · {{WLE-AD-ES\|PL-1453}} · {{Object location dec\|40.27831\|0.32683\|region:ES-VC_type:landmark_dim:150_source:cawiki}} · [[Categoria:Beaches of the province of Castellón]]                 |
| Platja de Ribamar                                            | Cudols, roca, grava; aïllat, paratge protegit    | 90 x 10                | Alcalà de Xivert (Baix Maestrat) 40° 16′ 01″ N, 0° 18′ 31″ E / 40.26681°N,0.30869°E  | PL-1418   | {{ca\|Platja de Ribamar (Alcalà de Xivert)}} · {{WLE-AD-ES\|PL-1418}} · {{Object location dec\|40.26681\|0.30869\|region:ES-VC_type:landmark_dim:100_source:cawiki}} · [[Categoria:Beaches of the province of Castellón]]           |
| Cala Mundina                                                 | Cudols, grava; aïllat, paratge protegit          | 25 x 15                | Alcalà de Xivert (Baix Maestrat) 40° 15′ 38″ N, 0° 18′ 12″ E / 40.26045°N,0.30346°E  | PL-1417   | {{ca\|Cala Mundina (Alcalà de Xivert)}} · {{WLE-AD-ES\|PL-1417}} · {{Object location dec\|40.26045\|0.30346\|region:ES-VC_type:landmark_dim:120_source:cawiki}} · [[Categoria:Cala Mundina]]                                        |
| Cala Blanca o platgeta de Cala Mundina                       | Grava, sorra; aïllat                             | 60 x 10                | Alcalà de Xivert (Baix Maestrat) 40° 15′ 31″ N, 0° 17′ 46″ E / 40.25848°N,0.29607°E  | PL-1416   | {{ca\|Cala Blanca (Alcalà de Xivert)}} · {{WLE-AD-ES\|PL-1416}} · {{Object location dec\|40.25848\|0.29607\|region:ES-VC_type:landmark_dim:100_source:cawiki}} · [[Categoria:Beaches of the province of Castellón]]                 |
| Platja de les Fonts                                          | Sorra; urbà                                      | 400 x 40               | Alcalà de Xivert (Baix Maestrat) 40° 15′ 10″ N, 0° 17′ 12″ E / 40.25280°N,0.28661°E  | PL-1415   | {{ca\|Platja de les Fonts (Alcalà de Xivert)}} · {{WLE-AD-ES\|PL-1415}} · {{Object location dec\|40.25280\|0.28661\|region:ES-VC_type:landmark_dim:400_source:cawiki}} · [[Categoria:Platja de les Fonts]]                          |
| Platja del Carregador                                        | Sorra; urbà, paratge protegit                    | 850 x 70               | Alcalà de Xivert (Baix Maestrat) 40° 14′ 29″ N, 0° 16′ 33″ E / 40.24143°N,0.27591°E  | PL-1414   | {{ca\|Platja del Carregador (Alcalà de Xivert)}} · {{WLE-AD-ES\|PL-1414}} · {{Object location dec\|40.24143\|0.27591\|region:ES-VC_type:landmark_dim:850_source:cawiki}} · [[Categoria:Platja del Carregador]]                      |
| Platja de la Romana                                          | Sorra; urbà, paratge protegit                    | 500 x 40               | Alcalà de Xivert (Baix Maestrat) 40° 14′ 04″ N, 0° 16′ 22″ E / 40.23439°N,0.27291°E  | PL-1413   | {{ca\|Platja de la Romana (Alcalà de Xivert)}} · {{WLE-AD-ES\|PL-1413}} · {{Object location dec\|40.23439\|0.27291\|region:ES-VC_type:landmark_dim:500_source:cawiki}} · [[Categoria:Platja de la Romana]]                          |
| Platja del Moro                                              | Sorra; semiurbà                                  | 300 x 30               | Alcalà de Xivert (Baix Maestrat) 40° 13′ 49″ N, 0° 16′ 19″ E / 40.23016°N,0.27192°E  | PL-1412   | {{ca\|Platja del Moro (Alcalà de Xivert)}} · {{WLE-AD-ES\|PL-1412}} · {{Object location dec\|40.23016\|0.27192\|region:ES-VC_type:landmark_dim:300_source:cawiki}} · [[Categoria:Platja del Moro]]                                  |
| Tres Platges                                                 | Roca, grava, sorra; semiurbà                     | 400 x 35               | Alcalà de Xivert (Baix Maestrat) 40° 13′ 37″ N, 0° 16′ 16″ E / 40.22685°N,0.27123°E  | PL-1411   | {{ca\|Tres Platges (Alcalà de Xivert)}} · {{WLE-AD-ES\|PL-1411}} · {{Object location dec\|40.22685\|0.27123\|region:ES-VC_type:landmark_dim:400_source:cawiki}} · [[Categoria:Tres Platges]]                                        |
| Platja de Manyetes o platja Tropicana                        | Grava, sorra; semiurbà                           | 400 x 35               | Alcalà de Xivert (Baix Maestrat) 40° 13′ 15″ N, 0° 16′ 08″ E / 40.22086°N,0.26894°E  | PL-1410   | {{ca\|Platja de Manyetes (Alcalà de Xivert)}} · {{WLE-AD-ES\|PL-1410}} · {{Object location dec\|40.22086\|0.26894\|region:ES-VC_type:landmark_dim:400_source:cawiki}} · [[Categoria:Platja de Manyetes]]                            |
| Platja del Serradal o del Serreral                           | Grava; semiurbà                                  | 2.000 x 15             | Alcalà de Xivert (Baix Maestrat) 40° 12′ 52″ N, 0° 15′ 58″ E / 40.21453°N,0.26607°E  | PL-1409   | {{ca\|Platja del Serradal (Alcalà de Xivert)}} · {{WLE-AD-ES\|PL-1409}} · {{Object location dec\|40.21453\|0.26607\|region:ES-VC_type:landmark_dim:2000_source:cawiki}} · [[Categoria:Platja del Serradal (Alcalà de Xivert)]]      |
| Platja del Campàs                                            | Cudols, grava; aïllat                            | 2.000 x 10             | Torreblanca (Plana Alta) 40° 12′ 07″ N, 0° 14′ 46″ E / 40.20205°N,0.24617°E          | PL-101210 | {{ca\|Platja del Campàs (Torreblanca)}} · {{WLE-AD-ES\|PL-101210}} · {{Object location dec\|40.20205\|0.24617\|region:ES-VC_type:landmark_dim:2000_source:cawiki}} · [[Categoria:Platja del Campàs]]                                |
| Platja Nord de Torreblanca                                   | Grava, sorra; urbà                               | 720 x 30               | Torreblanca (Plana Alta) 40° 11′ 58″ N, 0° 14′ 05″ E / 40.19956°N,0.23478°E          | PL-1472   | {{ca\|Platja Nord de Torreblanca}} · {{WLE-AD-ES\|PL-1472}} · {{Object location dec\|40.19956\|0.23478\|region:ES-VC_type:landmark_dim:720_source:cawiki}} · [[Categoria:Platja Nord (Torreblanca)]]                                |
| Platja de Torrenostra                                        | Sorra; urbà                                      | 700 x 50               | Torreblanca (Plana Alta) 40° 11′ 37″ N, 0° 13′ 25″ E / 40.19356°N,0.22367°E          | PL-1471   | {{ca\|Platja si Torrenostra (Torreblanca)}} · {{WLE-AD-ES\|PL-1471}} · {{Object location dec\|40.19356\|0.22367\|region:ES-VC_type:landmark_dim:1200_source:cawiki}} · [[Categoria:Platja de Torrenostra]]                          |
| Platja Sud de Torreblanca o platja del Prat                  | Cudols, grava, sorra; aïllat, paratge protegit   | 1.760 x 15             | Torreblanca (Plana Alta) 40° 11′ 08″ N, 0° 12′ 40″ E / 40.18548°N,0.21110°E          | PL-1470   | {{ca\|Platja Sud de Torreblanca}} · {{WLE-AD-ES\|PL-1470}} · {{Object location dec\|40.18548\|0.21110\|region:ES-VC_type:landmark_dim:1760_source:cawiki}} · [[Categoria:Beaches of the province of Castellón]]                     |
| Platja del Quarter Vell o la Cudolada                        | Grava, sorra; aïllat, paratge protegit           | 3.300 x 15             | Cabanes (Plana Alta) 40° 10′ 09″ N, 0° 11′ 19″ E / 40.16904°N,0.18871°E              | PL-1433   | {{ca\|Platja del Quarter Vell (Cabanes)}} · {{WLE-AD-ES\|PL-1433}} · {{Object location dec\|40.16904\|0.18871\|region:ES-VC_type:landmark_dim:3300_source:cawiki}} · [[Categoria:Beaches of the province of Castellón]]             |
| Platja del Codolar                                           | Grava; aïllat, paratge protegit                  | 2.000 x 10             | Cabanes (Plana Alta) 40° 08′ 59″ N, 0° 10′ 32″ E / 40.14982°N,0.17566°E              | PL-1432   | {{ca\|Platja del Codolar (Cabanes)}} · {{WLE-AD-ES\|PL-1432}} · {{Object location dec\|40.14982\|0.17566\|region:ES-VC_type:landmark_dim:2000_source:cawiki}} · [[Categoria:Beaches of the province of Castellón]]                  |
| Platja de la Torre de la Sal                                 | Grava, sorra; semiurbà, paratge protegit         | 2.000 x 15             | Cabanes (Plana Alta) 40° 07′ 48″ N, 0° 09′ 50″ E / 40.13002°N,0.16391°E              | PL-1431   | {{ca\|Platja de la Torre de la Sal (Cabanes)}} · {{WLE-AD-ES\|PL-1431}} · {{Object location dec\|40.13002\|0.16391\|region:ES-VC_type:landmark_dim:2000_source:cawiki}} · [[Categoria:Beaches of the province of Castellón]]        |
| Platja de les Amplàries                                      | Grava, sorra; urbà                               | 2.300 x 30             | Orpesa (Plana Alta) 40° 06′ 56″ N, 0° 09′ 23″ E / 40.11553°N,0.15641°E               | PL-1452   | {{ca\|Platja de les Amplàries (Orpesa)}} · {{WLE-AD-ES\|PL-1452}} · {{Object location dec\|40.11553\|0.15641\|region:ES-VC_type:landmark_dim:2300_source:cawiki}} · [[Categoria:Platja de les Amplàries]]                           |
| Platja del Morro de Gos                                      | Sorra; urbà                                      | 2.000 x 20             | Orpesa (Plana Alta) 40° 05′ 48″ N, 0° 08′ 53″ E / 40.09658°N,0.14795°E               | PL-1451   | {{ca\|Platja del Morro de Gos (Orpesa)}} · {{WLE-AD-ES\|PL-1451}} · {{Object location dec\|40.09658\|0.14795\|region:ES-VC_type:landmark_dim:2000_source:cawiki}} · [[Categoria:Platja del Morro de Gos]]                           |
| Platja de la Conxa                                           | Sorra; urbà                                      | 850 x 60               | Orpesa (Plana Alta) 40° 04′ 58″ N, 0° 08′ 21″ E / 40.08282°N,0.13908°E               | PL-1450   | {{ca\|Platja de la Conxa (Orpesa)}} · {{WLE-AD-ES\|PL-1450}} · {{Object location dec\|40.08282\|0.13908\|region:ES-VC_type:landmark_dim:850_source:cawiki}} · [[Categoria:Beaches of the province of Castellón]]                    |
| Cala dels Retors                                             | Sorra; semiurbà                                  | 125 x 30               | Orpesa (Plana Alta) 40° 04′ 48″ N, 0° 08′ 08″ E / 40.07988°N,0.13551°E               | PL-101208 | {{ca\|Cala dels Retors (Oropesa)}} · {{WLE-AD-ES\|PL-101208}} · {{Object location dec\|40.07988\|0.13551\|region:ES-VC_type:landmark_dim:125_source:cawiki}} · [[Categoria:Beaches of the province of Castellón]]                   |
| Cala d'Orpesa la Vella                                       | Sorra; semiurbà                                  | 125 x 30               | Orpesa (Plana Alta) 40° 04′ 43″ N, 0° 08′ 04″ E / 40.07848°N,0.13450°E               | PL-1449   | {{ca\|Cala d'Orpesa la Vella (Orpesa)}} · {{WLE-AD-ES\|PL-1449}} · {{Object location dec\|40.07848\|0.13450\|region:ES-VC_type:landmark_dim:125_source:cawiki}} · [[Categoria:Beaches of the province of Castellón]]                |
| Platja de la Renegada o Renegà                               | Grava, sorra; aïllat                             | 600 x 10               | Orpesa (Plana Alta) 40° 03′ 44″ N, 0° 07′ 11″ E / 40.06235°N,0.11982°E               | PL-1448   | {{ca\|Platja de la Renegada (Orpesa)}} · {{WLE-AD-ES\|PL-1448}} · {{Object location dec\|40.06235\|0.11982\|region:ES-VC_type:landmark_dim:1000_source:cawiki}} · [[Categoria:Renegà]]                                              |
| Platgetes de Bellver                                         | Grava, sorra; semiurbà                           | 650 x 20               | Orpesa (Plana Alta) 40° 03′ 25″ N, 0° 05′ 45″ E / 40.05682°N,0.09579°E               | PL-1447   | {{ca\|Platgetes de Bellver (Orpesa)}} · {{WLE-AD-ES\|PL-1447}} · {{Object location dec\|40.05682\|0.09579\|region:ES-VC_type:landmark_dim:800_source:cawiki}} · [[Categoria:Beaches of the province of Castellón]]                  |
| Platja de Voramar: platja del Cel i platja de l'Infern       | Sorra; urbà                                      | 1.000 x 30             | Benicàssim (Plana Alta) 40° 03′ 20″ N, 0° 04′ 55″ E / 40.05557°N,0.08192°E           | PL-1429   | {{ca\|Platja de Voramar (Benicàssim)}} · {{WLE-AD-ES\|PL-1429}} · {{Object location dec\|40.05557\|0.08192\|region:ES-VC_type:landmark_dim:1000_source:cawiki}} · [[Categoria:Beaches of the province of Castellón]]                |
| Platja de l'Almadrava                                        | Sorra; urbà                                      | 600 x 50               | Benicàssim (Plana Alta) 40° 03′ 04″ N, 0° 04′ 30″ E / 40.05111°N,0.07509°E           | PL-1428   | {{ca\|Platja de l'Almadrava (Benicàssim)}} · {{WLE-AD-ES\|PL-1428}} · {{Object location dec\|40.05111\|0.07509\|region:ES-VC_type:landmark_dim:600_source:cawiki}} · [[Categoria:Beaches of the province of Castellón]]             |
| Platja de la Torre de Sant Vicent o platja de la Cort        | Sorra; urbà                                      | 750 x 40               | Benicàssim (Plana Alta) 40° 02′ 48″ N, 0° 04′ 09″ E / 40.04663°N,0.06914°E           | PL-1427   | {{ca\|Platja de la Torre Sant Vicent (Benicàssim)}} · {{WLE-AD-ES\|PL-1427}} · {{Object location dec\|40.04663\|0.06914\|region:ES-VC_type:landmark_dim:750_source:cawiki}} · [[Categoria:Beaches of the province of Castellón]]    |
| Platja dels Terrers                                          | Grava, sorra; urbà                               | 1.700 x 30             | Benicàssim (Plana Alta) 40° 02′ 30″ N, 0° 03′ 34″ E / 40.04156°N,0.05954°E           | PL-1426   | {{ca\|Platja dels Terrers (Benicàssim)}} · {{WLE-AD-ES\|PL-1426}} · {{Object location dec\|40.04156\|0.05954\|region:ES-VC_type:landmark_dim:1700_source:cawiki}} · [[Categoria:Beaches of the province of Castellón]]              |
| Platja d'Heliòpolis o platja del Cigaler i platja del Quadro | Sorra; urbà                                      | 2.750 x 40             | Benicàssim (Plana Alta) 40° 01′ 39″ N, 0° 02′ 42″ E / 40.02745°N,0.04501°E           | PL-1425   | {{ca\|Platja d'Heliòpolis (Benicàssim)}} · {{WLE-AD-ES\|PL-1425}} · {{Object location dec\|40.02745\|0.04501\|region:ES-VC_type:landmark_dim:2750_source:cawiki}} · [[Categoria:Beaches of the province of Castellón]]              |
| Platja del Serradal o platja del Pinar                       | Sorra; semiurbà, paratge protegit                | 1.600 x 120            | Castelló de la Plana (Plana Alta) 40° 00′ 38″ N, 0° 02′ 04″ E / 40.01067°N,0.03444°E | PL-1436   | {{ca\|Platja del Serradal (Castelló de la Plana)}} · {{WLE-AD-ES\|PL-1436}} · {{Object location dec\|40.01067\|0.03444\|region:ES-VC_type:landmark_dim:1600_source:cawiki}} · [[Categoria:Beaches of the province of Castellón]]    |
| Platja del Gurugú                                            | Sorra; semiurbà                                  | 1.000 x 120            | Castelló de la Plana (Plana Alta) 39° 59′ 54″ N, 0° 01′ 46″ E / 39.99828°N,0.02955°E | PL-1435   | {{ca\|Platja del Gurugú (Castelló de la Plana)}} · {{WLE-AD-ES\|PL-1435}} · {{Object location dec\|39.99828\|0.02955\|region:ES-VC_type:landmark_dim:1000_source:cawiki}} · [[Categoria:Beaches of the province of Castellón]]      |
| Platja del Pinar o platja del Palmeral                       | Sorra; urbà, paratge protegit                    | 1.750 x 80             | Castelló de la Plana (Plana Alta) 39° 59′ 13″ N, 0° 01′ 34″ E / 39.98691°N,0.02614°E | PL-1434   | {{ca\|Platja del Pinar (Castelló de la Plana)}} · {{WLE-AD-ES\|PL-1434}} · {{Object location dec\|39.98691\|0.02614\|region:ES-VC_type:landmark_dim:1750_source:cawiki}} · [[Categoria:Beaches of the province of Castellón]]       |
| Platja de Benafeli                                           | Grava, sorra; urbà                               | 450 x20                | Almassora (Plana Alta) 39° 56′ 17″ N, 0° 00′ 06″ E / 39.93816°N,0.00160°E            | PL-1419   | {{ca\|Platja de Benafeli (Almassora)}} · {{WLE-AD-ES\|PL-1419}} · {{Object location dec\|39.93816\|0.00160\|region:ES-VC_type:landmark_dim:1000_source:cawiki}} · [[Categoria:Beaches of the province of Castellón]]                |
| Platja del Pla de la Torre                                   | Grava, sorra; urbà                               | 2.200 x 15             | Almassora (Plana Alta) 39° 56′ 17″ N, 0° 00′ 06″ E / 39.93816°N,0.00160°E            | PL-1420   | {{ca\|Platja del Pla de la Torre (Almassora)}} · {{WLE-AD-ES\|PL-1420}} · {{Object location dec\|39.93816\|0.00160\|region:ES-VC_type:landmark_dim:2200_source:cawiki}} · [[Categoria:Beaches of the province of Castellón]]        |
| Platja del Grau i la Malva-rosa                              | Grava, sorra; urbà                               | 1.050 x 70             | Borriana (Plana Baixa) 39° 52′ 29″ N, 0° 03′ 21″ O / 39.87462°N,0.05593°O            | PL-101203 | {{ca\|Platja del Grau i la Malva-rosa (Borriana)}} · {{WLE-AD-ES\|PL-101203}} · {{Object location dec\|39.87462\|-0.05593\|region:ES-VC_type:landmark_dim:1050_source:cawiki}} · [[Categoria:Beaches of the province of Castellón]] |
| Platja de l'Arenal                                           | Sorra; urbà, paratge protegit                    | 1.000 x 120            | Borriana (Plana Baixa) 39° 51′ 59″ N, 0° 03′ 52″ O / 39.86637°N,0.06434°O            | PL-1430   | {{ca\|Platja de l'Arenal (Borriana)}} · {{WLE-AD-ES\|PL-1430}} · {{Object location dec\|39.86637\|-0.06434\|region:ES-VC_type:landmark_dim:1000_source:cawiki}} · [[Categoria:Beaches of the province of Castellón]]                |
| Platja l'Alcúdia o platja del Rajolí                         | Grava; semiurbà                                  | 1.355 x 15             | Nules (Plana Baixa) 39° 50′ 15″ N, 0° 06′ 01″ O / 39.83759°N,0.10040°O               | PL-1446   | {{ca\|Platja l'Alcúdia (Nules)}} · {{WLE-AD-ES\|PL-1446}} · {{Object location dec\|39.83759\|-0.10040\|region:ES-VC_type:landmark_dim:1355_source:cawiki}} · [[Categoria:Beaches of the province of Castellón]]                     |
| Platja del Bovalar                                           | Grava; urbà                                      | 1.188 x 20             | Nules (Plana Baixa) 39° 49′ 38″ N, 0° 06′ 34″ O / 39.82716°N,0.10954°O               | PL-101205 | {{ca\|Platja del Bovalar (Nules)}} · {{WLE-AD-ES\|PL-101205}} · {{Object location dec\|39.82716\|-0.10954\|region:ES-VC_type:landmark_dim:1188_source:cawiki}} · [[Categoria:Platja del Bovalar]]                                   |
| Platja les Marines                                           | Grava; urbà                                      | 680 x 15               | Nules (Plana Baixa) 39° 49′ 12″ N, 0° 06′ 56″ O / 39.82002°N,0.11547°O               | PL-101206 | {{ca\|Platja les Marines (Nules)}} · {{WLE-AD-ES\|PL-101206}} · {{Object location dec\|39.82002\|-0.11547\|region:ES-VC_type:landmark_dim:680_source:cawiki}} · [[Categoria:Beaches of the province of Castellón]]                  |
| Platja del Rajadell                                          | Grava; aïllat                                    | 1.035 x 10             | Nules (Plana Baixa) 39° 48′ 50″ N, 0° 07′ 18″ O / 39.81381°N,0.12153°O               | PL-101207 | {{ca\|Platja del Rajadell (Nules)}} · {{WLE-AD-ES\|PL-101207}} · {{Object location dec\|39.81381\|-0.12153\|region:ES-VC_type:landmark_dim:1035_source:cawiki}} · [[Categoria:Beaches of the province of Castellón]]                |
| Platja de la Pedra Roja                                      | Grava; urbà                                      | 500 x 15               | Moncofa (Plana Baixa) 39° 48′ 24″ N, 0° 07′ 32″ O / 39.80664°N,0.12561°O             | PL-1445   | {{ca\|Platja de la Pedra Roja (Moncofa)}} · {{WLE-AD-ES\|PL-1445}} · {{Object location dec\|39.80664\|-0.12561\|region:ES-VC_type:landmark_dim:500_source:cawiki}} · [[Categoria:Beaches of the province of Castellón]]             |
| Platja del Grau                                              | Grava; urbà                                      | 1.200 x 15             | Moncofa (Plana Baixa) 39° 47′ 59″ N, 0° 07′ 47″ O / 39.79984°N,0.12959°O             | PL-1444   | {{ca\|Platja del Grau (Moncofa)}} · {{WLE-AD-ES\|PL-1444}} · {{Object location dec\|39.79984\|-0.12959\|region:ES-VC_type:landmark_dim:1200_source:cawiki}} · [[Categoria:Beaches of the province of Castellón]]                    |
| Platja del Masbò o Masbó                                     | Grava; urbà                                      | 800 x 20               | Moncofa (Plana Baixa) 39° 47′ 31″ N, 0° 08′ 08″ O / 39.79207°N,0.13569°O             | PL-1443   | {{ca\|Platja del Masbò (Moncofa)}} · {{WLE-AD-ES\|PL-1443}} · {{Object location dec\|39.79207\|-0.13569\|region:ES-VC_type:landmark_dim:800_source:cawiki}} · [[Categoria:Beaches of the province of Castellón]]                    |
| Platja del Belcaire o platja de Tamarit                      | Roca, grava; aïllat                              | 500 x 10               | Moncofa (Plana Baixa) 39° 47′ 19″ N, 0° 08′ 21″ O / 39.78848°N,0.13927°O             | PL-1442   | {{ca\|Platja del Belcaire (Moncofa)}} · {{WLE-AD-ES\|PL-1442}} · {{Object location dec\|39.78848\|-0.13927\|region:ES-VC_type:landmark_dim:500_source:cawiki}} · [[Categoria:Beaches of the province of Castellón]]                 |
| Platja de Beniesma                                           | Roca, grava; aïllat                              | 1.300 x 10             | Moncofa (Plana Baixa) 39° 46′ 47″ N, 0° 08′ 44″ O / 39.77979°N,0.14553°O             | PL-1441   | {{ca\|Platja de Beniesma (Moncofa)}} · {{WLE-AD-ES\|PL-1441}} · {{Object location dec\|39.77979\|-0.14553\|region:ES-VC_type:landmark_dim:1300_source:cawiki}} · [[Categoria:Beaches of the province of Castellón]]                 |
| Platja de l'Estanyol                                         | Grava, sorra; semiurbà, paratge protegit         | 560 x 30               | Moncofa (Plana Baixa) 39° 46′ 32″ N, 0° 08′ 57″ O / 39.77550°N,0.14910°O             | PL-1440   | {{ca\|Platja de l'Estanyol (Moncofa)}} · {{WLE-AD-ES\|PL-1440}} · {{Object location dec\|39.77550\|-0.14910\|region:ES-VC_type:landmark_dim:560_source:cawiki}} · [[Categoria:Beaches of the province of Castellón]]                |
| Platja de les Cases o platja Nord de Xilxes                  | Grava, sorra; urbà                               | 400 x 50               | Xilxes (Plana Baixa) 39° 46′ 09″ N, 0° 09′ 12″ O / 39.76929°N,0.15338°O              | PL-1438   | {{ca\|Platja de les Cases (Xilxes)}} · {{WLE-AD-ES\|PL-1438}} · {{Object location dec\|39.76929\|-0.15338\|region:ES-VC_type:landmark_dim:400_source:cawiki}} · [[Categoria:Beaches of the province of Castellón]]                  |
| Platja del Xereso o platja Sud de Xilxes                     | Cudols, grava, sorra; semiurbà, paratge protegit | 2.000 x 30             | Xilxes (Plana Baixa) 39° 45′ 38″ N, 0° 09′ 39″ O / 39.76062°N,0.16090°O              | PL-1437   | {{ca\|Platja del Xereso (Xilxes)}} · {{WLE-AD-ES\|PL-1437}} · {{Object location dec\|39.76062\|-0.16090\|region:ES-VC_type:landmark_dim:2000_source:cawiki}} · [[Categoria:Beaches of the province of Castellón]]                   |
| Platja de la Llosa                                           | Grava, sorra; aïllat, paratge protegit           | 1.000 x 30             | la Llosa (Plana Baixa) 39° 45′ 00″ N, 0° 10′ 12″ O / 39.75001°N,0.16996°O            | PL-1439   | {{ca\|Platja de la Llosa (la Llosa)}} · {{WLE-AD-ES\|PL-1439}} · {{Object location dec\|39.75001\|-0.16996\|region:ES-VC_type:landmark_dim:1000_source:cawiki}} · [[Categoria:Beaches of the province of Castellón]]                |
| Platja de Casablanca                                         | Grava, sorra; urbà, paratge protegit             | 2.610 x 23             | Almenara (Plana Baixa) 39° 44′ 09″ N, 0° 10′ 51″ O / 39.73596°N,0.18074°O            | PL-1421   | {{ca\|Platja de Casablanca (Almenara)}} · {{WLE-AD-ES\|PL-1421}} · {{Object location dec\|39.73596\|-0.18074\|region:ES-VC_type:landmark_dim:2610_source:cawiki}} · [[Categoria:Platja d'Almenara]]                                 |